# Perilampomyia aeschyli
Perilampomyia aeschyli is een vliesvleugelig insect uit de familie Pteromalidae. De wetenschappelijke naam is voor het eerst geldig gepubliceerd in 1931 door Girault.